# ウィリアム・F・ハガティ

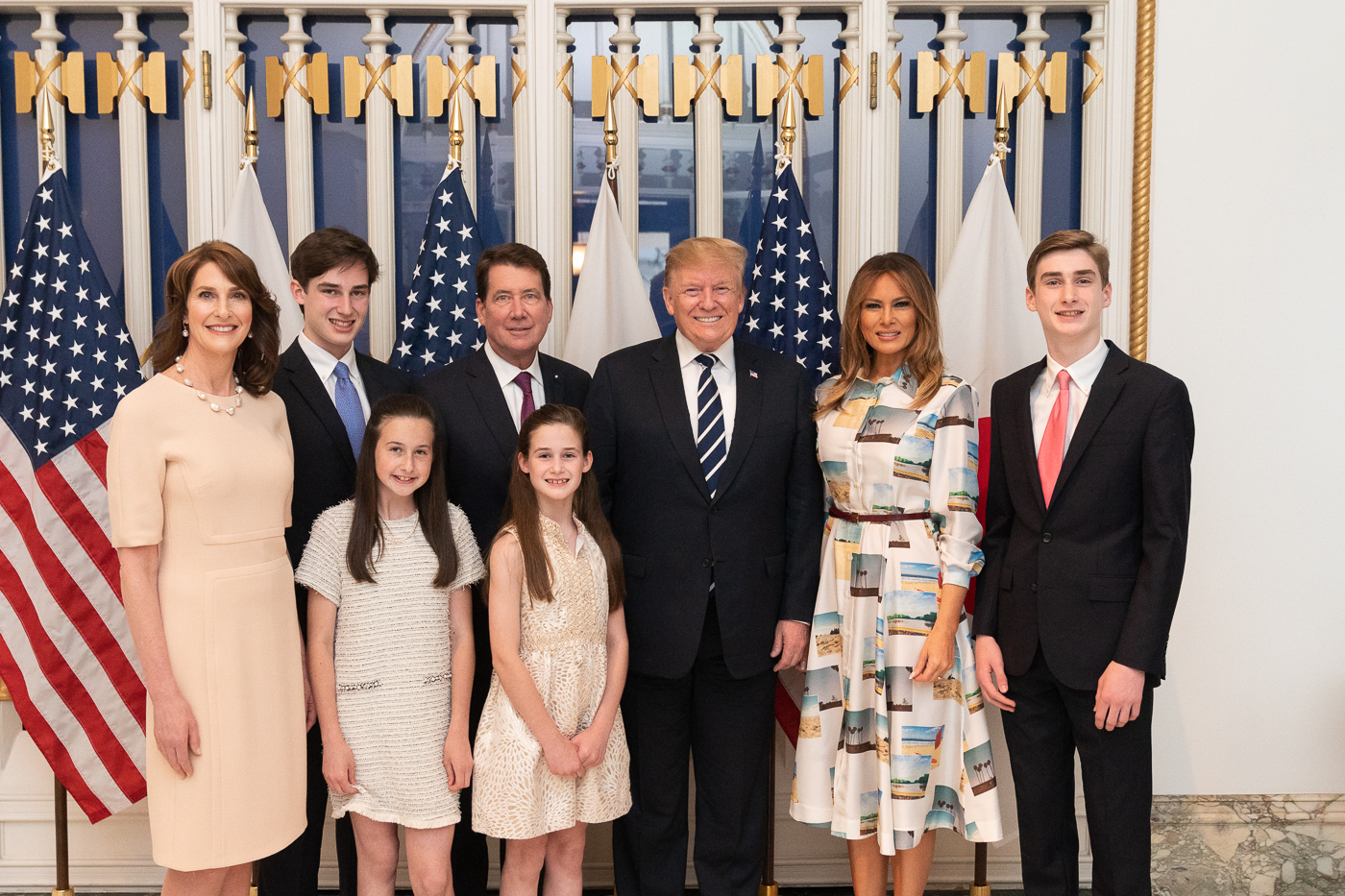
Hagerty and family with Donald and Melania Trump in the ambassadorial residence in 2019

ウィリアム・フランシス・"ビル"・ハガティ四世（英:William Francis "Bill" Hagerty IV、1959年8月14日 - ）は、アメリカ合衆国の政治家、実業家、外交官。2021年より同国上院議員を務める。前駐日アメリカ合衆国大使。投資会社ハガティ・ピーターソン社創業者兼取締役でもある。

## 人物
テネシー州ナッシュビル出身。ヴァンダービルト大学法科大学院で法務博士の学位を取得後、ボストン・コンサルティング・グループに入社し、3年間の東京都への赴任も経験した。
ビジネス活動に加えて、多くの政治活動を行ってきた。ジョージ・W・ブッシュ大統領の経済顧問及びホワイトハウス・フェローを務めたのち、シリコンバレーでプライベート・エクイティ・ファンドのトライデント・キャピタルで働いた。ミット・ロムニーの2008年のアメリカ大統領選挙で国家財務委員長を務めて応援、そして2011年から14年までテネシー州経済地域開発庁長官を務め、ブリヂストン、カルソニックカンセイ、日産自動車への投資も扱った。ドナルド・トランプの大統領選挙においては政権移行チームの政治任用担当であった。
有力コンサルティング会社 ボストン・コンサルティング・グループの上級駐在員として東京都に3年間滞在したこともあり、知日派の人物であるとされる。

### 駐日大使
2017年1月、アメリカ合衆国大統領への就任を控えていたドナルド・トランプがハガティの次期駐日大使への起用を検討していることが報じられる。3月13日、日本政府がハガティに対しアグレマンを与える。3月23日、トランプ政権より次期駐日大使に指名されたことが正式に発表された。同年7月13日に上院で86対12の賛成多数で承認され、7月27日にワシントン市内で宣誓を行った。
8月17日に新任大使として着任のため来日し、8月31日、皇居に於いて日本国天皇に対して信任状を捧呈し、正式に駐日大使としての活動を開始した。
大使就任2年目となる2018年の8月6日、広島で開かれた平和記念式典に初めて参列し、犠牲者に哀悼の意を捧げて献花した。翌7日には松井一実市長と面会して、核問題についての言及を避けつつも「戦争がどんな結末を迎えるのか、次世代に伝えていくことが重要だ」との見解を示した。また、ハガティ大使は自身のツイッターでも「戦争の悲劇と平和の追求の重要性を次世代が理解することが極めて重要です」と強調している。また、長崎県長崎市での長崎原爆犠牲者慰霊平和祈念式典にも初めて参列した。
2019年7月12日、トランプ大統領はツイッターでハガティが2020年のアメリカ合衆国上院選挙に出馬することを表明。その後、7月16日に駐日アメリカ合衆国大使館より「2019年7月末でウィリアム・ハガティ日本駐在アメリカ合衆国特命全権大使が辞任することとなり、その手続に入った」ことが発表された。そして7月22日に日本国駐在アメリカ合衆国特命全権大使を退任して本国へ帰国した。ハガティの退任後、大使は空席のままとなっている。2020年3月13日に後任としてケネス・ワインスタインが指名されたが、承認がなされないまま議会が終了し、指名議案は廃案となった。

### 政界入り
2020年11月3日の上院選挙に出身地の南部テネシー州から立候補。民主党のマルキータ・ブラッドショーを下し当選、2021年1月3日に上院議員に就任することとなった。
2021年11月、ハガティ上院議員は日本に対して来たる2022年の北京冬季五輪に政府関係者をオリンピックに派遣しない「外交的ボイコット」（英語: diplomatic boycott）をするよう促した。
2021年12月18日、ハガティ上院議員はラーム・エマニュエル前シカゴ市長を駐日大使に任命することに際し、賛成票を投じて「我々の政治的背景は異なるが、日米関係が世界で最も戦略的に重要な地域における平和と繁栄の礎であるとの固い信念を共有している」と述べた。
駐日大使時代に現職だった安倍晋三元総理が2022年7月8日に暗殺されたことを受け上院に提出された、故人の功績をたたえる決議案には提出者として名を連ねた。
2025年、旭日大綬章受章。

### テキスト
- ウィリアム・F・ハガティ (@BillHagertyTN) - X（旧Twitter）
- ハガティ・ピーターソン社 （英語）
- ブルームバーグのウィリアム・ハガティの記事 （英語）

### 動画
- 全国懇談会 ダイジェスト / 駐日米国大使 ウィリアム・ハガティ 氏（2019年7月2日） - YouTube
- ハガティ駐日米国大使会見　2018.11.16 - YouTube - 日本記者クラブでの会見（2018年11月16日 13:15〜14:15）、発言は英語、日本語の同時通訳つき
- ハガティ駐日米国大使から日本の皆さんへ - YouTube （英語） - 赴任直前にテネシー州ナッシュビルの自宅で撮影した自己紹介ビデオ、発言は英語、字幕あり、吹き替えなし
- 駐日米大使に就任するウィリアム・ハガティ氏の宣誓式 ／ VP Pence Swears In U.S. Ambassador to Japan Hagerty - YouTube （英語） - 発言は英語、字幕や吹き替えなし

| 外交職                      | 外交職                                   | 外交職                    |
| --------------------------- | ---------------------------------------- | ------------------------- |
| 先代 キャロライン・ケネディ | 在日本アメリカ合衆国大使 2017年 – 2019年 | 次代 ラーム・エマニュエル |